# Natalia Șapoșnikova
Natalia Vitalievna Șapoșnikova (în rusă Наталья Витальевна Шапошникова; n. 24 iunie 1961, Rostov-pe-Don), nume după căsătorie Natalia Sout, este o fostă gimnastă artistică rusă, campioană olimpică de două ori și maestru emerit al sportului din URSS. Ea era cunoscută pentru abilitățile sale riscante, originale și coregrafie expresivă, în special la bârnă și sol.

## Cariera competitivă
Șapoșnikova s-a antrenat la Dinamo din Rostov-pe-Don, sub conducerea antrenorului emerit al URSS-ului, Vladislav Rastorotsky, care și-a instruit compatrioții Ludmila Turișceva și Natalia Iurcenko. Ea a fost una dintre cele mai puternice gimnaste din lume la sfârșitul anilor 1970 și începutul anilor 1980, mai ales la sărituri. Ea era cunoscută pentru dificultatea și originalitatea ei, în special pentru statul într-o singură mână pe bârnă. La Campionatele Europene din 1979, a interpretat una dintre primele răsuciri triple la sol, iar deschiderea prin prima linie acrobatică la sol la Jocurile Olimpice din 1980 a fost o rotire și jumătate continuată imediat printr-o dublă rotire în aer.
La Jocurile Olimpice de la Moscova din 1980, ea a contribuit cu o medalie de aur la echipele sovietice și a câștigat o medalie de aur individuală la sărituri. De asemenea, a luat medalii de bronz la sol și la bârnă, și a ratat o medalie la individual compus cu o diferență de doar 0,05 puncte.
Șapoșnikova a fost aproape de câștigarea aurului la bârnă la Campionatele Mondiale din 1978, conducând în finală destul de aproape ca și punctaj de Nadia Comăneci din România. Cu toate acestea, Peter Shilston a scris într-un articol, din aprilie 1980, în revista britanică Gymnast: „A existat o zonă aprigă de partizani în public care erau convinși că Nadia Comăneci ar trebui să câștige pentru a compensa cu performanțele sale anterioare dezamăgitoare. Când Natalia a venit, având nevoie de un scor de 9,8 pentru a lua aurul, s-a confruntat cu o primire foarte ostilă, care cu siguranță a afectat-o nervos. Ea a făcut o serie de greșeli, toate primite batjocoritor, ceea ce i-a adus o scădere de la primul loc la al optulea.” Shilston a numit pierderea „probabil cea mai tristă experiență a vieții Nataliei”.

### Abilitate eponimă
Shaposhnikova a inventat o abilitate complexă de tranziție la barele inegale - un cerc de șold liber în eliberarea barei inferioare cu zbor înapoi spre bara superioară - elementul îi poartă numele în Codul de Punctaj. Elementul de legătură, uneori menționată în mod colocvial ca „Shaposh”, este efectuat și astăzi pe scară largă; este creditat ca element D în Codul de Punctaj 2013-2016.
Începând cu anii 1990, alte gimnaste au dezvoltat variații ale lui Shaposhnikova, inclusiv americanca Amy Chow (care a realizat abilitatea cu o intrare stalder în loc de șold liber) și Kristen Maloney (intrare toe-on); rusoaicele Viktoria Komova (intrarea în inbar stalder) și Svetlana Khorkina (Shaposhnikova cu o jumătate de rotire în timpul tranziției între bare); Laura van Leeuwen din Țările de Jos (intrare toe-on plus o jumătate de rotire); și Elisabeth Seitz din Germania (intrare toe-on cu o rotire completă în timpul tranziției). 

## Carieră de antrenorat
Șapoșnikova și soțul ei, Pavel Sout, medaliat cu aur la gimnastică bărbați la Campionatele Mondiale din 1981, sunt în prezent antrenori la Gymnastika din Woodland Park, New Jersey.

## Realizări (neolimpice)
| An   | Eveniment             | AA | Echipă | Sărituri | Paralele inegale | Bârnă | Sol |
| ---- | --------------------- | -- | ------ | -------- | ---------------- | ----- | --- |
| 1976 | Campionatele URSS     | 3  |        |          |                  |       | 2   |
| 1977 | Cupa Mondială         | 3  |        | 1        |                  |       |     |
| 1977 | Cupa URSS             | 1  |        |          |                  |       |     |
| 1977 | Campionatele URSS     | 3  |        | 1        | 2                | 2     |     |
| 1978 | Campionatele Mondiale | 3  | 1      |          |                  |       |     |
| 1978 | Cupa Mondială         | 3  |        | 1        |                  | 2     | 2   |
| 1979 | Campionatele Mondiale |    | 2      |          |                  |       |     |
| 1979 | Campionatul European  | 3  |        | 3        |                  | 1     | 2   |
| 1979 | Cupa URSS             | 1  |        |          |                  |       |     |
| 1979 | Campionatele URSS     | 1  |        |          | 3                | 1     | 2   |
| 1980 | Cupa URSS             | 2  |        |          |                  |       |     |